# Won

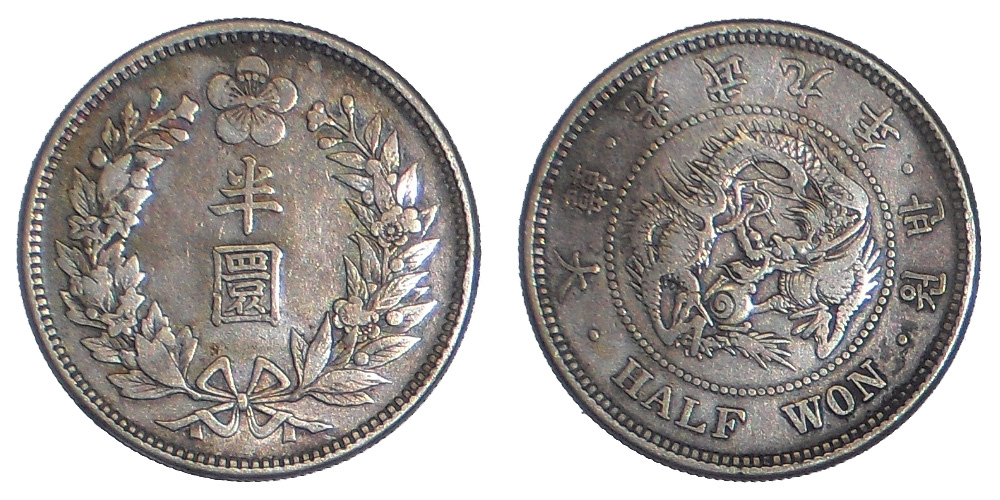
Medio won de 1905

Won (원; 圓; McCune-Reischauer wŏn; Romanización revisada: won) es la moneda oficial de Corea del Norte y Corea del Sur. Sin embargo, sus cambios no son iguales. 
| Nombre completo        | Símbolos | Abr. | Equivalencia¹          |
| ---------------------- | -------- | ---- | ---------------------- |
| Won de Corea del Norte | ￦n o Wn | KPW  | 0,001 USD; 0,001 EUR   |
| Won de Corea del Sur   | ￦ o W   | KRW  | 0,0008 USD; 0,0007 EUR |

¹Aquí se muestra el tipo de cambio a 27 de marzo de 2020.
Históricamente, el won estaba dividido en 100 jeon (전; 錢; McCune-Reischauer: chŏn; Romanización revisada: jeon; en Corea del Norte también se romaniza como jun). En Corea del Sur ya no se emplean, debido a que la cantidad más pequeña de dinero que normalmente cambia de manos es de 100 won, (unos 8 centavos de dólar estadounidense); y la moneda más pequeña en circulación es de 10 won (menos de un centavo). 
Los coreanos también emplean la palabra jeon para traducir las palabras centavo o céntimo, y en este contexto puede acompañar a bul, que significa dólar.

## Historia

### Won norcoreano
El won se convirtió en la moneda de Corea del Norte el 6 de diciembre de 1947, sustituyendo al yen coreano que estaba todavía en circulación. El won de Corea del Norte estaba dirigido exclusivamente a los ciudadanos de Corea del Norte, y el Banco de Comercio (무역 은행) emitió una moneda independiente (o certificados de divisas) para los visitantes, al igual que muchos otros estados socialistas. Sin embargo, Corea del Norte realizó dos tipos de certificados de divisas, uno para los visitantes de los “países socialistas”, que eran de color rojo y de ahí el apodo de “won rojo”, y la otra para los visitantes de “países capitalistas”, que fueron de color azul/verde y por lo tanto conocido como “won azul”. Los certificados de divisas se utilizaron hasta 1999, y  fueron abolidos oficialmente en 2002, en favor del pago de los visitantes directamente con divisas, especialmente el euro.

### Won surcoreano
Durante la época colonial, el won se sustituyó a la par por el yen.
En 1945, después de la Segunda Guerra Mundial, Corea fue dividida, resultando en dos monedas diferentes, ambas llamadas won, por el Sur y el Norte. Tanto el won del Sur como del Norte sustituyeron al yen a la par. El primer won surcoreano se subdividió en 100 Jeon.
El won surcoreano se fijó inicialmente al dólar de EE. UU. a una tasa de ₩ 15 = 1 dólar.